# Kinga Hatala
Kinga Hatala est une joueuse polonaise de volley-ball, née le 17 juillet 1989 à Wadowice. Elle mesure 1,89 m et joue au poste de réceptionneuse-attaquante.

## Clubs
| Club                             | De        | À         |
| -------------------------------- | --------- | --------- |
| MKS Andrychów                    |           | 2004-2005 |
| Wisła Cracovie                   | 2005-2006 | 2008-2009 |
| Eliteski AZS UEK                 | 2009-2010 | 2010-2011 |
| Murowana Goślina                 | 2011-2012 | 2012-2013 |
| AZS KSZO Ostrowiec Świętokrzyski | 2013-2014 | 2013-2014 |
| Muszynianka Muszyna              | 2014-2015 | 2015-2016 |
| Wisła Varsovie                   | 2016-2017 | 2016-2017 |
| Trefl Proxima Cracovie           | 2017-2018 | 2017-2018 |
| Budowlani Toruń                  | jan 2018  | mai 2018  |
| KS Developres Rzeszów            | 2018-2019 | 2018-2019 |
| Volley Talmassons                | 2019-2020 | 2019-2020 |
| Volleyball Wrocław               | jan 2020  | …         |

## Palmarès
- Coupe de Pologne
  - Finaliste : 2019.
- Supercoupe de Pologne
  - Finaliste : 2014.